# Thrasher
Thrasher ist ein 1981 gegründetes US-amerikanisches Skateboardmagazin. Da es das älteste noch bestehende Skateboardmagazin der Welt ist, besitzt es in der Skateboardszene ein hohes Ansehen. Der Firmensitz des Thrasher Magazines ist von jeher in San Francisco. Chefredakteur war bis zu seinem Tod 2019 Jake Phelps. Nachfolger ist der Fotograf Michael Burnett.
Von Januar 2006 bis Januar 2012 existierte für den französischen Markt eine zweimonatlich erscheinende Ausgabe in französischer Sprache, welche teils die französische/europäische Szene dokumentierte, teils Inhalte der US-Ausgabe übersetzte.

## Skater of the Year
Der Titel "Skater of the Year (Skater des Jahres)" wird jährlich vom Thrasher-Magazin verliehen. Die Auszeichnung wurde 1990 ins Leben gerufen und gilt als eine der angesehensten Auszeichnungen in der globalen Skateboardkultur. Der Titel wird jährlich an einen Skater verliehen und vom Herausgeber des Skateboardmagazin bekannt gegeben.

### Ausgezeichnete Skater
- 1990	Tony Hawk
- 1991	Danny Way
- 1992	John Cardiel
- 1993	Salman Agah
- 1994	Mike Carroll
- 1995	Chris Senn
- 1996	Eric Koston
- 1997	Bob Burnquist
- 1998	Andrew Reynolds
- 1999	Brian Anderson
- 2000	Geoff Rowley
- 2001	Arto Saari
- 2002	Tony Trujillo
- 2003	Mark Appleyard
- 2004	Danny Way
- 2005	Chris Cole
- 2006	Daewon Song
- 2007	Marc Johnson
- 2008	Silas Baxter-Neal
- 2009	Chris Cole
- 2010	Leo Romero
- 2011	Grant Taylor
- 2012	David Gonzalez
- 2013	Ishod Wair
- 2014	Wes Kremer
- 2015	Anthony Van Engelen
- 2016	Kyle Walker
- 2017	Jamie Foy
- 2018	Tyshawn Jones
- 2019	Milton Martinez[2]
- 2020	Mason Silva
- 2021 Mark Suciu
- 2022	Tyshawn Jones
- 2023 Miles Silvas
- 2024 Jamie Foy